# IM L6
IM L6 — среднеразмерный электромобиль-седан, выпускаемый с 2024 года китайской компанией IM Motors.

## История и описание модели
Впервые IM L6 был представлен в конце февраля 2024 года на Женевском автосалоне. После IM L7, IM LS7 и IM LS6, это четвёртая модель компании IM Motors.
Фары автомобиля выполнены в форме бумеранга. Также имеются пологая линия крыши и характерная выпуклость на двери багажника с дополнительной быстрой обтекаемостью под спойлером. Кузов был покрыт обширным панорамным стеклом, плавно соединяющим заднюю часть с крышей.
Интерьер включает в себя сплющенное рулевое колесо и расширенными сенсорными экранами. Один из экранов, расположенный под углом, находился в нижней части приборной панели на стыке с центральным туннелем. Остальные три экрана простираются по всей ширине кабины.

### Продажи
В мае 2024 года IM L6 поступил в продажу в Китае. В Западной Европе продажи намечены на 2025 год.

### Технические характеристики
IM L6 оснащён одним электродвигателем мощностью 335 л. с. или же двумя электродвигателями суммарной мощностью 508 л. с. Аккумуляторы поставляются компанией CATL. В зависимости от комплектации, ёмкости аккумуляторов варьируются от 90 до 100 кВт⋅ч, а запас хода — от 800 до 1000 км по циклу CLTC или WLTP.

### Галерея

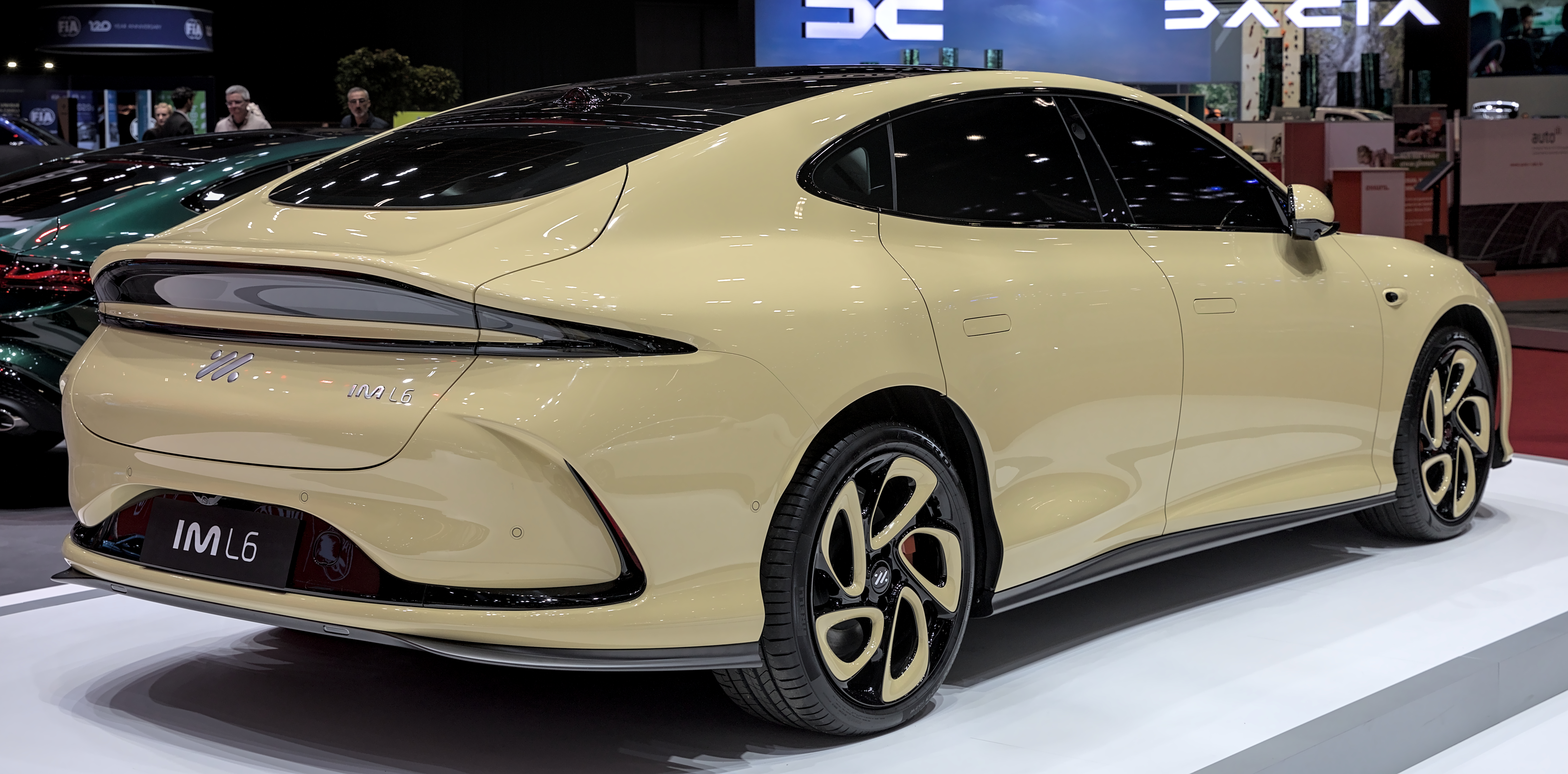
Вид сзади
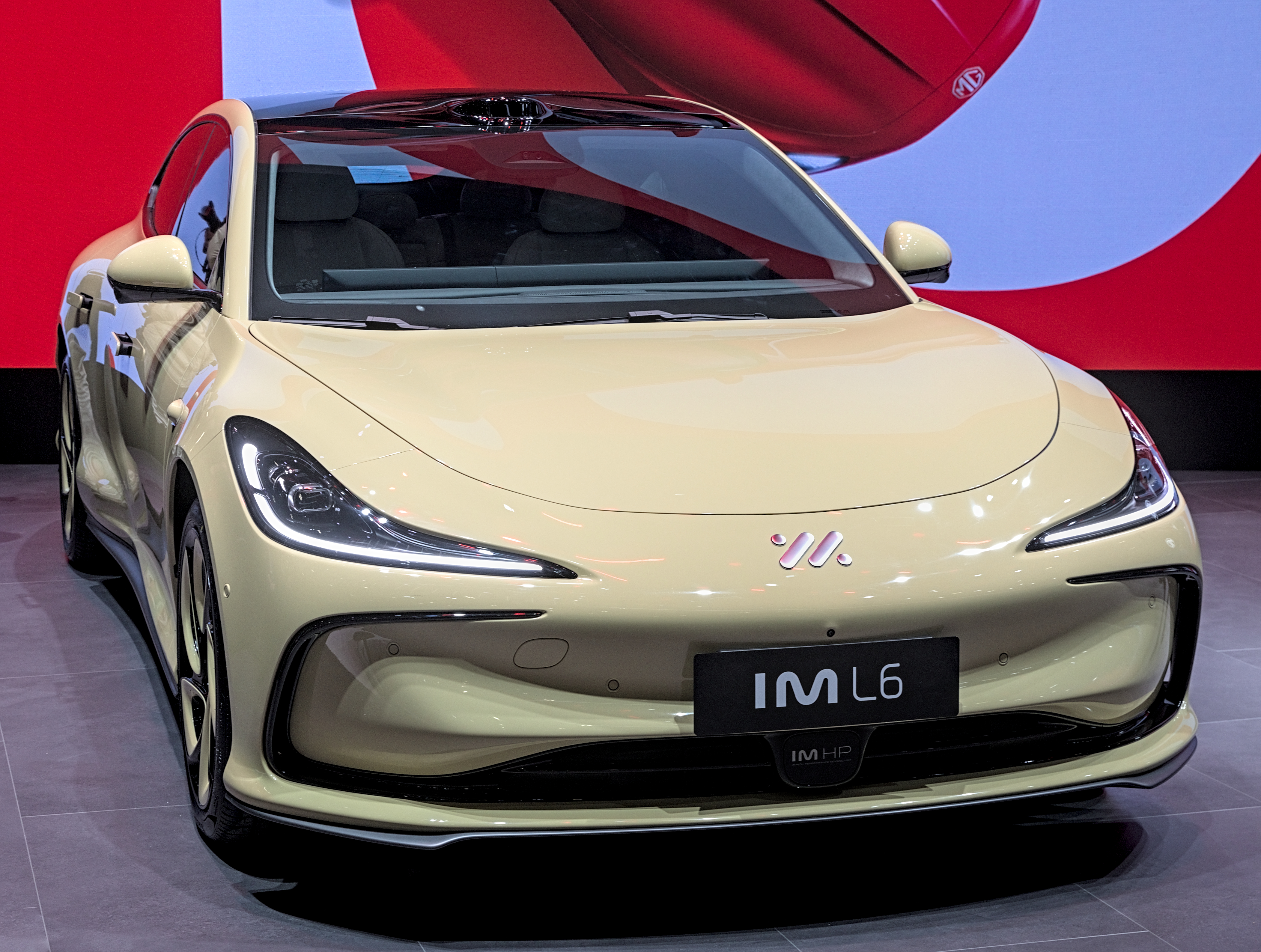
Вид спереди